# Stor stinkbrosking
Stor stinkbrosking (Micromphale brassicolens) är en svampart. Micromphale brassicolens ingår i släktet Micromphale och familjen Marasmiaceae.

## Underarter
Arten delas in i följande underarter:
- pallidus
- brassicolens